# Guillermo Campanal
Guillermo González del Río García vagy Guillermo Campanal (Avilés, 1912. február 9. – Sevilla, 1984. január 22.) spanyol labdarúgócsatár, edző. A sportsajtóban Campanal I néven szerepelt.